# Günter D. Alt

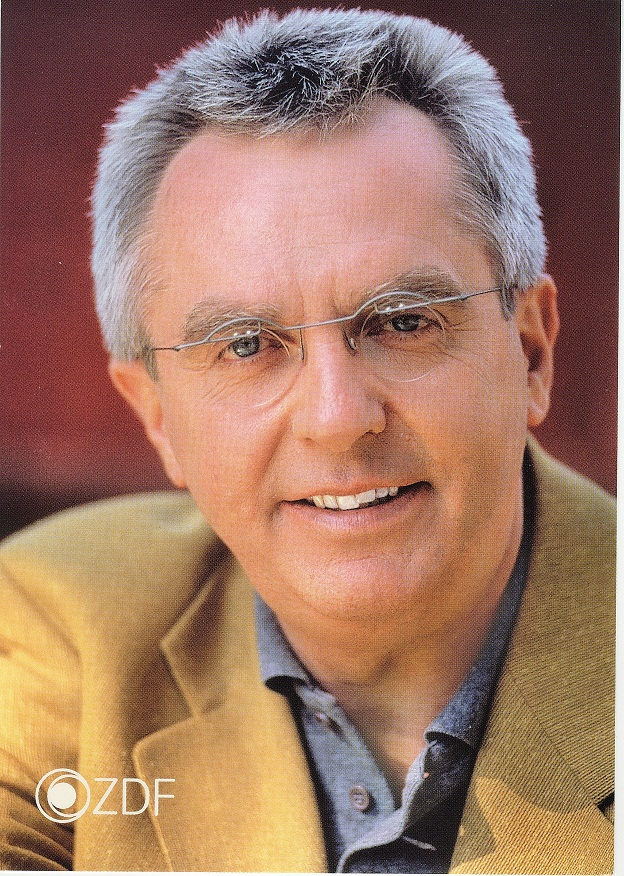

Günter Ditmar Reinhard Alt (* 20. Mai 1944 in Breslau) ist ein deutscher Fernsehjournalist und Moderator.

## Leben
Alt wuchs nach der Flucht aus seiner Heimat in Ebersberg und Eichstätt auf. Nach dem Abitur 1963 am Mainzer Gutenberg-Gymnasium begann er eine Ausbildung beim ZDF. Seine ersten Ausbilder waren die Sportreporter Harry Valérien und Rainer Günzler, die ihn an Projekten wie der Spielfilmserie Hallo Max mit Gustav Knuth als Max Schmeling und dem aktuellen sportstudio teilhaben ließen. Nach zwei Jahren hatte er seine Ausbildung als TV-Journalist abgeschlossen.
Danach wurde er Polizeireporter des Südwestfunks im Landesstudio Mainz und Drehbuchautor für die ZDF-Serien Vorsicht Falle! und Aktenzeichen XY ungelöst. 1972 holte ihn der damalige ZDF-Nachrichtenchef Karlheinz Rudolph wieder zum ZDF. Fast 20 Jahre lang war Alt für die Sendungen heute, heute-journal, Länderspiegel und die drehscheibe an Brennpunkten im In- und Ausland tätig. Sein Spezialgebiet waren organisierte Kriminalität und Terrorismus.
1988 kam Alt zum WISO-Team, wo er das damals neue Thema „Computer“ bearbeitete und stellvertretender Redaktionsleiter wurde. Er moderierte die WISO-Tipps mit technologischem Hintergrund über Computer, Handys und Digitalkameras. Ratschläge zum Energiesparen und High-Tech waren außerdem seine Themen. Er gilt als „Erfinder“ der WISO-Monatsdiskette und als geistiger Vater der Ratgeber-Software. Sein „WISO-Steuersparbuch“ zur Steuererklärung wurde schnell zu Europas meistverkaufter Sachsoftware. Er brachte als Initiator und Herausgeber mehrere Dutzend Softwareprogramme aus der WISO-Reihe auf den Weg.
Neben der Tätigkeit beim ZDF war Alt viele Jahre Autor von Industrie- und Schulungsfilmen für die Lufthansa, die Deutsche Bahn und die Pharmaindustrie. Er war Gastdozent an der Polizei-Führungsakademie in Münster-Hiltrup sowie Moderator bei öffentlichen Veranstaltungen. Er veröffentlichte die Bücher „WISO-Tipps“, „Internet @ Co“, „WISO Energieberater“, das Amazon-E-Book „Bau & Kauf“ und andere.
1998 gründete Alt nach einem amerikanischen Vorbild, das er bei einer USA-Drehreise kennengelernt hatte, den gemeinnützigen Verein schul@ktiv. Er hatte es sich zur Aufgabe gemacht, gebrauchte IT-Ausstattungen, insbesondere PCs, zu sammeln, durch Arbeitslosenprojekte aufarbeiten zu lassen und sie dann unentgeltlich an Schulen weiterzugeben. 
Im sogenannten „Mainzer Modell“ hatten sich ihm anfangs regionale Beteiligte angeschlossen, darunter die Caritas und das Arbeitsamt. In einem Pilotprojekt arbeiteten achtzehn junge Langzeitarbeitslose und sechs Sozialhilfe-Empfängerinnen in Mainz und Worms im Rahmen einer ABM-Maßnahme für schul@ktiv gebrauchte PCs wieder auf und erhielten gleichzeitig eine zusätzliche berufliche Qualifikation, die ihnen bessere Startchancen bei der späteren Stellensuche sicherte. In gut vier Jahren wurden an die 12.000 PCs gesammelt, aufbereitet und zusammen mit mehr als 20.000 Softwarepaketen an Schulen weitergegeben. 
Rund 1,7 Mio. D-Mark an Sach- und Geldspenden für die Schulen haben allein die beiden vom Verein ins Leben gerufenen CeBIT-Aktionen „kl@sse!“ gebracht. Die Aktion hatte erstmals im Jahr 2001 die Aussteller der Computermesse aufgerufen, ihre Schaustücke für Schulen zu spenden. Insbesondere der Computerhersteller Compaq tat sich damals hervor. Etwa jeder zweite Langzeitarbeitslose oder Jugendliche ohne Arbeit konnte nach dem Einsatz in einem der am Ende zehn bundesweit verteilten schul@ktiv-Projekte in den ersten Arbeitsmarkt vermittelt werden – manch einer hat inzwischen seinerseits neue Arbeitsplätze geschaffen. 
Zu den Hauptspendern von schul@ktiv zählten Unternehmen wie Arcor, Procter&Gamble und die Bahn AG, aber auch viele Einzelspender unterstützten den Verein. 2004 stellte schul@ktiv seine Arbeit wieder ein. Auch das selbst gesteckte Ziel, die Ausstattung der Schulen mit moderner IT zu verbessern, war erreicht: Nur noch 12 Schüler teilen sich 2004 einen PC in der Schule, anfangs, 1998, waren es 53. Parallel dazu hatte schul@ktiv neue Finanzierungs- und Ausstattungsmodelle initiiert und so bei Politik und Schulträgern zu einem Umdenken beigetragen.
Nach seinem Ausscheiden beim ZDF war Alt sieben Jahre lang Präsident des hightech presseclub e. V. Als Mentor betreut er an der Ludwig-Maximilians-Universität München angehende Journalisten beim Berufseinstieg und fördert Start-ups.
Alt lebt heute im Raum München, ist verheiratet, hat zwei Söhne und zwei Enkeltöchter.

## Auszeichnungen
Seine Arbeit wurde mit mehreren Fernsehpreisen ausgezeichnet, u. a. dem „Journalistenpreis Verbrechensvorbeugung“ für die Sendereihe Die Kripo rät, dem „Christopherus-Preis“ für die Reportage Die Blechlawine und den 1. Preis beim Shanghai-TV-Festival für die Reportage Herztransplantation.